# Republik-Stadion Spartak
Das Republik-Stadion Spartak (russisch Республиканский стадион «Спартак») ist ein im Umbau befindliches Fußballstadion mit Leichtathletikanlage in der russischen Stadt Wladikawkas, Republik Nordossetien-Alanien. Es bot vor der Renovierung im Jahr 2020 für 32.464 Zuschauer Sitzplätze (darunter 75 V.I.P.-Plätze). Es wird vom Fußballverein Alanija Wladikawkas als Heimspielstätte genutzt. Dreiviertel der Ränge wurden seit Beginn des Umbaus abgerissen. Momentan ist das Platzangebot der Spielstätte auf 3500 Besucher begrenzt.

## Geschichte

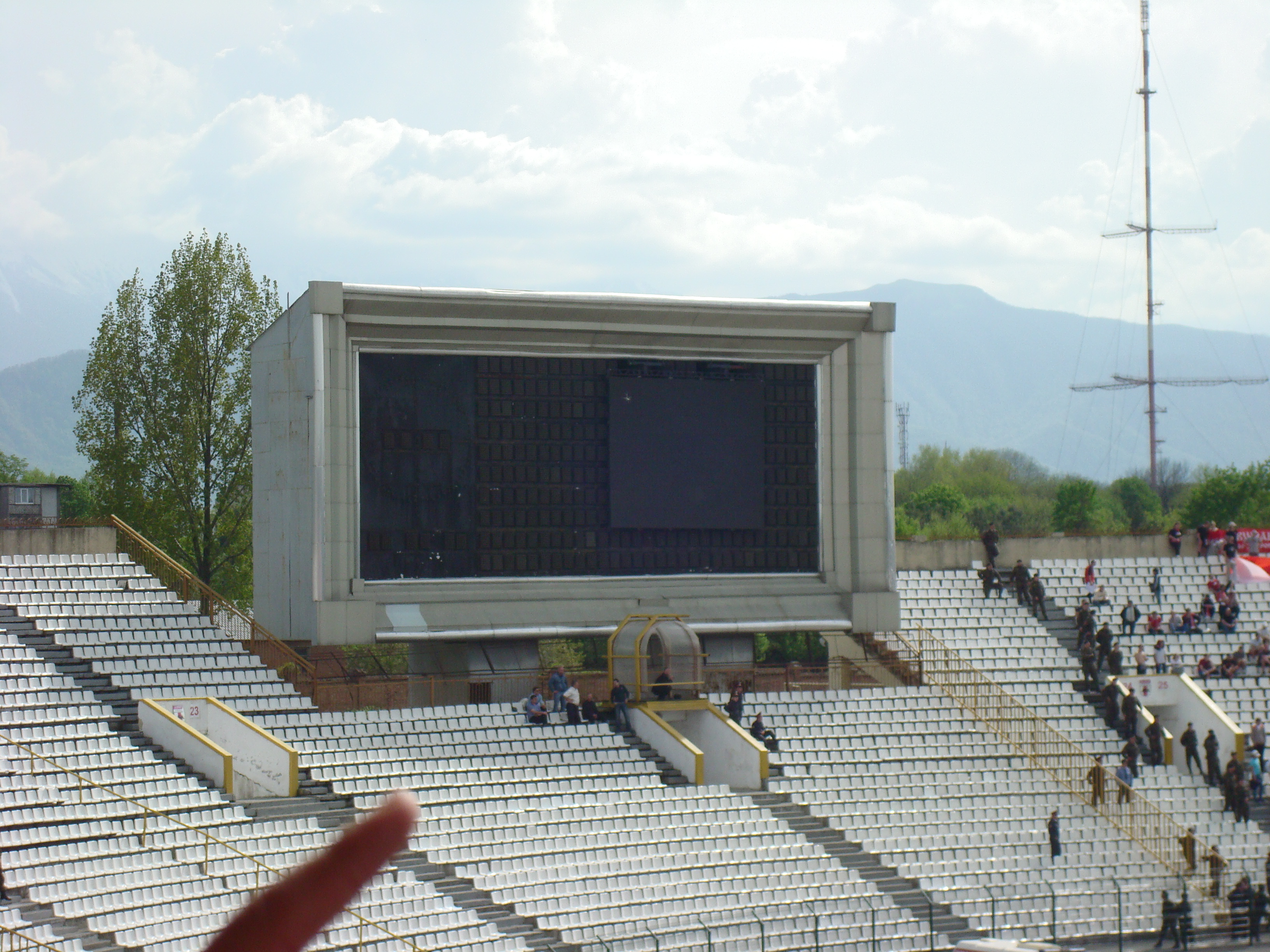
Die Anzeigetafel des Republik-Stadions Spartak

Das Republik-Stadion Spartak in Wladiwawkas, einer russischen Stadt im Kaukasus an der Grenze zu Georgien, wurde im 1962 nach Tamara Michailowna Butajewas Projekt erbaut. Seitdem richtet der Verein Alanija Wladikawkas hier seine Heimspiele aus. Alanija wurde bis heute ein Mal russischer Meister, nämlich 1995. Zwei weitere Male (1992 und 1996) wurde man Vizemeister. Die Meisterschaft der Sowjetunion konnte man nicht gewinnen, wobei der größte Erfolg zwei zweite Plätze in den Jahren 1966 und 1983 waren.
Die erfolgreiche Zeit in den 1990er Jahren ermöglichte einige Teilnahmen an internationalen Wettbewerben. So wurden in diesem Stadion Spiele z. B. gegen Borussia Dortmund, den FC Liverpool, die Glasgow Rangers oder den RSC Anderlecht ausgetragen. Ab 2001 ging die erfolgreiche Zeit in Wladikawkas zu Ende. Der Verein stieg 2010 aus der Premjer-Liga ab und spielt momentan in der Perwenstwo FNL, der 2. russischen Liga.